# Rhoedina

Rhoedina

La rhoedina è un alcaloide presente nel papavero rosso. Possiede blande attività sedative e bechiche. È stata oggetto di studio e ha mostrato risultati promettenti nell'ambito del trattamento della dipendenza da morfina.